# Martina Axén
Anna Mercedes Martina Axén, född 1 april 1966, var tidigare trummis i de svenska hårdrocksbanden Drain och Aphrodite, och även en av panelmedlemmarna i ZTV:s program Knesset under mitten av 1990-talet.